# Ancistrus chagresi
Ancistrus chagresi è una specie di pesce gatto della famiglia Loricariidae. 
È originario dell'America Centrale, si trova vicino al Canale di Panama e nei bacini del fiume Chagres, del fiume Chorrera e del lago Gatun. La specie raggiunge i 19,5 cm.

## Distribuzione e Habitat
Questo Ancistrus vive in acqua dolce con fondale sabbioso o ghiaioso con molti ripari.
Rispetto ad altre specie, codesta vive in America centrale: Nel canale di Panama, nei bacini del fiume Chagres, che sfocia nel lago Gatun, e del fiume Chorrera.

## Descrizione
Un individuo maturo può arrivare a 195 mm di lunghezza.
I maschi (e per questa specie anche le femmine) hanno dei "tentacoli", che ricoprono tutto il muso superiore.
Come tutte le specie del genere Ancistrus, questa specie è principalmente vegetariana, ma anche onnivora.
I maschi si contendono i territori.
La colorazione della sua pelle è simile a quella di Ancistrus spinosus ma ha piccole varietà che lo differenziano.